# Nina Müller (Holocaustopfer)
Nina Müller (geboren 23. August 1921 in Prag; gestorben 17. April 1945 im KZ Bergen-Belsen) war ein Opfer des Holocaust.

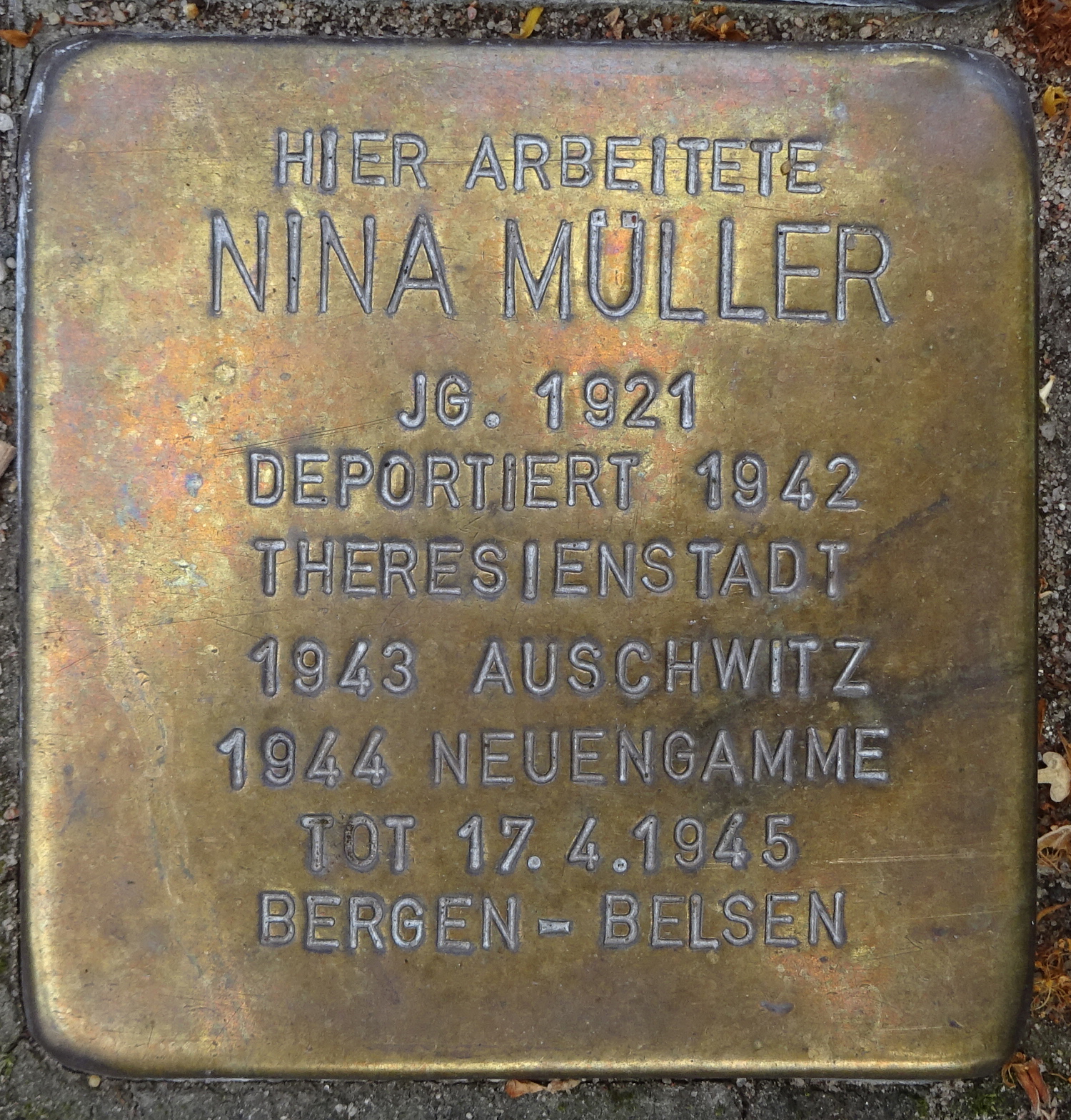
Stolperstein am Falkenbergsweg

## Leben
Nina Müllers Eltern Karl Müller und Margarethe, geborene Meissl, waren Juden. Karl Müller führte eine Anwaltskanzlei in Prag. Die Familie war vermögend. Nina und ihre jüngere Schwester Melitta wurden beim Aufwachsen von einer Gouvernante begleitet. Beide Schwestern besuchten ein deutsches Gymnasium. Nina war sprachlich begabt. Neben ihrer tschechischen Muttersprache sprach sie Deutsch und Englisch, spielte gern Tennis und war eine leidenschaftliche Tänzerin. Im Januar 1939 erkrankte sie sehr schwer.
Nach der deutschen Besetzung seiner Heimat konnte ihr Vater seine Kanzlei nicht weiterführen, sodass die Familie aus finanziellen Gründen in eine kleinere Wohnung ziehen musste. Die Schule durfte Nina Müller noch beenden, wurde dann aber vom angestrebten Chemie-Studium ausgeschlossen. Daher arbeitete sie vorübergehend als Kosmetikerin in einem Salon, war dort aber bald auch nicht mehr erwünscht.
Am 2. Juli 1942 wurde die Familie Müller ins KZ Theresienstadt deportiert. Wegen der schlechten Arbeitsbedingungen wurde Nina Müller immer wieder krank. Am 18. Dezember 1943 wurde die Familie ins KZ Auschwitz gebracht, wo der Vater am 17. Februar 1944 an einer nicht behandelten Lungenentzündung starb.
Nina, ihre Mutter und ihre Schwester entkamen der Ermordung in den Gaskammern von Auschwitz, da sie für arbeitsfähig erklärt und im Juli 1944 ins KZ-Außenlager Hamburg-Dessauer Ufer deportiert wurden. In Hamburg wurde Nina im Rahmen des sogenannten Geilenberg-Programms zu Aufräumarbeiten herangezogen. Die Mutter starb am 27. Juli 1944 an einer viel zu spät und unzureichend behandelten Blutvergiftung.
Nina Müller und ihre Schwester wurden zwei Monate später ins KZ-Außenlager Neugraben gebracht, wo sie mit 498 weiteren Frauen an der Errichtung einer Plattenbausiedlung arbeiteten. Dort verblieben sie nicht lange, sondern wurden nach einiger Zeit ins Außenlager Hamburg-Tiefstack gebracht. In diesem Lager wurde Müller durch einen Bombenangriff schwer verletzt. Im Zuge der Räumungen der verschiedenen Außenlager wurden sie und ihre Schwester im April 1945 in das KZ Bergen-Belsen gebracht, wo Nina Müller ihren schweren Verletzungen erlag und am 17. April 1945 starb.
Ihre Schwester Melitta kehrte in ihre Heimat zurück, wanderte allerdings nach dem Prager Frühling in die Vereinigten Staaten aus, wo sie am 4. September 2021 verstarb.
Für Nina Müller wurde 2011 am Hamburger Falkenbergsweg ein Stolperstein verlegt. Dabei handelte es sich um den Standort des KZ-Außenlagers Neugraben. An gleicher Stelle befinden sich auch die Stolpersteine von Anna Dawidowicz, Erika Dawidowicz, Ruth Frischmannová, Zuzana Glaserová, Elisabeth Polach, Alice Weilova und Lili Wertheimer. Nach Nina Müller soll auf Vorschlag der Initiative Gedenken in Harburg in einem Neubaugebiet im Stadtteil Hamburg-Harburg eine Straße benannt werden.